# Discestra perdentata
Discestra perdentata là một loài bướm đêm trong họ Noctuidae.